# Stuart M. Kaminsky
Stuart M. Kaminsky, nome completo Stuart Melvin Kaminsky (Chicago, 29 settembre 1934 – Saint Louis, 9 ottobre 2009), è stato uno scrittore, saggista e giornalista statunitense.

## Biografia
Ha pubblicato molti romanzi gialli, caratterizzati da un umorismo sottile e un'ambientazione storica ricostruita nei minimi dettagli.
Numerosi sono stati i personaggi creati da Stuart Kaminsky: Toby Peters, uno scalcagnato investigatore privato della Hollywood degli anni d'oro, specializzato in gente del cinema, Porfirij Rostnikov, un ispettore della polizia sovietica, Abe Lieberman, un sergente di polizia di Chicago, Lew Fonesca, ufficiale giudiziario e detective in Florida e Jim Rockford dell'Agenzia Rockford.
Negli ultimi anni di vita ha scritto alcuni romanzi basati sulla serie tv americana CSI: New York.
Dal 1972 al 1994 è stato docente di storia e critica del cinema alla Northwestern University di Evanstone, Illinois. Ha scritto numerosi saggi sul cinema, tra cui Generi cinematografici americani, e monografie su Don Siegel, Ingmar Bergman, John Huston e Gary Cooper.
Ha collaborato con Don Siegel alla realizzazione del film Ispettore Callaghan: il caso Scorpio è tuo!, e con Sergio Leone alla stesura dei dialoghi di C'era una volta in America.

## Premi letterari
- 1989: Premio Edgar con Alba siberiana (A Cold Red Sunrise).
- 2006: Premio Mystery Writers of America.
- 2007: Premio Shamus alla carriera.

## Opere

### Serie con Toby Peters
- 1977, Una pallottola per Erroll Flynn (Bullet for a Star)
  - Il Giallo Mondadori n. 1761, 1982
  - I Classici del Giallo Mondadori n. 881, 2000
- 1977, La strada di mattoni gialli (Murder on the Yellow Brick Road)
  - Il Giallo Mondadori n. 1795, 1983
  - Assassinio sul sentiero dorato, Einaudi, 2005, ISBN 88-06-15053-7
- 1978, Giocarsi la pelle (You Bet Your Life)
  - Il Giallo Mondadori n. 1633, 1980
  - I Classici del Giallo Mondadori n. 1333, 2013
- 1979, Il caso Howard Hughes (The Howard Hughes Affair)
  - Il Giallo Mondadori n. 1682, 1981
- 1980, Non tormentate i vampiri, per favore (Never Cross a Vampire)
  - Il Giallo Mondadori n. 1710, 1981
  - Non fate arrabbiare i vampiri, Einaudi, 1999, ISBN 88-06-15054-5
- 1981, Mezzanotte di fuoco (High Midnight)
  - Il Giallo Mondadori n. 1741, 1982
- 1981, Quel clown di un detective (Catch a Falling Clown), stampato nel 1985 nella collana Il Giallo Mondadori con il numero 1890.
- 1983, Follie di Hollywood (He Done Her Wrong), stampato nel 1984 nella collana Il Giallo Mondadori con il numero 1846.
- 1984, Quel cane del Presidente (The Fala Factor), stampato nel 1986 nella collana Il Giallo Mondadori con il numero 1937.
- 1985, Toby Peters alle corde (Down for the Count), stampato nel 1986 nella collana Il Giallo Mondadori con il numero 1952.
- 1986, L'uomo che uccise Lewis Vance (The Man Who Shot Lewis Vance), stampato nel 1987 nella collana Il Giallo Mondadori con il numero 2004.
- 1986, Lampo di genio (Smart Moves), stampato nel 1988 nella collana Il Giallo Mondadori con il numero 2043.
- 1987, Pensa in fretta, Toby (Think Fast, Mr. Peters), stampato nel 1989 nella collana Il Giallo Mondadori con il numero 2091.
- 1989, I capricci del guerriero (Buried Caesars), stampato nel 1990 nella collana Il Giallo Mondadori con il numero 2162.
- 1990, Povera Butterfly (Poor Butterfly), stampato nel 1991 nella collana Il Giallo Mondadori con il numero 2211.
- 1991, L'orologio liquefatto (The Melting Clock), stampato nel 1992 nella collana Il Giallo Mondadori con il numero 2262.
- 1993, Toby, Eva e i vecchi serpenti (The Devil Met a Lady), stampato nel 1993 nella collana Il Giallo Mondadori con il numero 2316.
- 1995, Domani è un altro giorno (Tomorrow Is Another Day), stampato dalla Hobby & Work.
- 1996, Dancing in the Dark
- 1997, A Fatal Glass of Beer
- 2001, A Few Minutes Past Midnight
- 2002, To Catch a Spy
- 2003, Mildred Pierced
- 2004, Now You See It

### Serie con Porfirij Rostnikov
- 1981, Morte di un dissidente (Death of a Dissident o Rostnikov's Corpse), stampato dalla Alacran.
- 1983, Piazza Sverdlov (Black Knight in Red Square), stampato nella collana Segretissimo con il numero 1031.
- 1985, Il camaleonte rosso (Red Chameleon), stampato nel 1987 nella collana Il Giallo Mondadori con il numero 1989.
- 1987, Pioggia rossa (A Fine Red Rain), stampato nel 1990 nella collana Il Giallo Mondadori con il numero 2172.
- 1988, Alba siberiana (A Cold Red Sunrise), stampato nel 1989 nella collana Il Giallo Mondadori con il numero 2131. Premio Edgar Award 1989
- 1990, L'uomo che camminava come un orso (The Man Who Walked Like a Bear), stampato nel 1991 nella collana Il Giallo Mondadori con il numero 2198.
- 1991, La vacanza di Rostnikov (Rostnikov's Vacation), stampato nel 1992 nella collana Il Giallo Mondadori con il numero 2276.
- 1992, Morte di un prete russo (Death of a Russian Proest), stampato nel 1994 nella collana Il Giallo Mondadori con il numero 2346.
- 1995, Hard Currency
- 1996, Sangue e rubli (Blood and Rubles), stampato dalla Hobby & Work.
- 1997, Tarnished Icons
- 1998, The Dog Who Bit a Policeman
- 1999, Fall of a Cosmonaut
- 2001, Murder on the Trans-Siberian Express
- 2008, People Who Walk in the Darkness
- 2010, A Whisper to the Living

### Serie con Abe Lieberman
- 1990, La follia di Lieberman (Lieberman's Folly), stampato nel 1993 nella collana Il Giallo Mondadori con il numero 2295.
- 1993, Lieberman's Choice
- 1995, Il giorno di Lieberman (Lieberman's Day), stampato nel 1996 nella collana Il Giallo Mondadori con il numero 2465.
- 1995, Lieberman's Thief
- 1996, Lieberman's Law
- 2000, The Big Silence
- 2002, Not Quite Kosher
- 2004, The Last Dark Place
- 2006, Terror Town
- 2007, The Dead Don't Lie

### Serie con Lew Fonesca
- 1999, Cattive intenzioni (Vengeance), stampato dalla Alacran.
- 2001, Parole al vento (Retribution), stampato dalla Alacran.
- 2004, Midnight Pass (Midnight Pass), stampato dalla Alacran
- 2005, Lew Fonesca - Omissione di soccorso (Denial), stampato dalla Alacran
- 2006, Always Say Goodbye
- 2009, Bright Futures

### Serie con Jim Rockford
- 1996, The Green Bottle
- 1998, Devil on My Doorstep

### Altri romanzi
- 1983, La paura corre sul filo (When the Dark Man Calls), stampato nel 1985 nella collana Il Giallo Mondadori con il numero 1898.
- 1985, Exercise in Terror

### Saggi
- 1972, A Biographical Study of the Career of Donald Siegel and an Analysis of His Films
- 1974, Generi cinematografici americani (American Film Genres: Approaches to a Critical Theory of Popular Film)
- 1974, Clint Eastwood
- 1974, Don Siegel, Director
- 1975, Ingmar Bergman: Essays in Criticism
- 1978, John Huston: Maker of Magic
- 1979, Coop: The Life And Legend of Gary Cooper
- 1981, Basic Filmmaking, scritto con Dana H. Hodgdon
- 1988, Writing for Television, scritto con Mark Walker
- 1991, American Television Genres
- 2005, Behind the Mysteries: Top Mystery Writers Interviewed by Stuart Kaminsky and Photographed by Laurie Roberts